# Morello-Familie

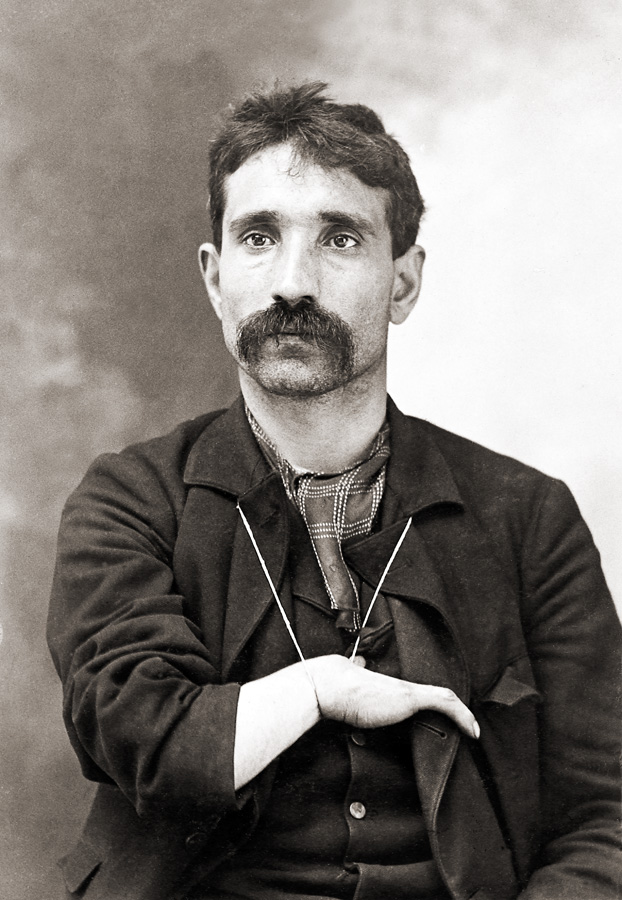
Gang-Begründer, Giuseppe Morello

Die Morello-Familie (Morello Crime Family) war die wohl erste italo-amerikanische Mafiafamilie mit der als typisch geltenden Struktur, wie sie noch heute für die US-amerikanische Cosa Nostra gilt. Die Familie hatte ihren Hauptsitz in East Harlem (New York City) und gilt heute als Vorläufer des später als „Genovese-Familie“ klassifizierten Clans. Die Morellos erlangten die Vorherrschaft über die italienische Unterwelt nach dem sogenannten Mafia-Camorra-Krieg zwischen 1914 und 1917.

## Geschichte

### Von Corleone nach Amerika
Die Spuren der Morello-Familie reichen zurück bis nach Corleone auf Sizilien. 1865 heiratete Calogero Morello Angelina Piazza, die zwei Kinder gebar: Giuseppe „Peter“ Morello (1867–1930) und Maria Morello-Lima (* 1869). Calogero Morello starb im Jahre 1872 und Angelina Piazza heiratete ein Jahr später das Cosa-Nostra-Mitglied Bernardo Terranova. Dieser Ehe entstammten fünf Kinder: Die drei Söhne Vincenzo (* 1886), Ciro (1888–1938) und Nicolo „Nick“ (* 1890) sowie die zwei Töchter Lucia (* 1877) und Salvatrice (* 1880). Erzählungen zufolge gab es auch eine dritte Schwester namens Rosalia Lomonte (* 1892; † 14. Oktober 1915).
Giuseppe „Peter“ Morello wanderte 1892 im Alter von 25 Jahren in die Vereinigten Staaten aus. Am 8. März 1893 trafen auch seine Frau Maria Rosa Marvalisi, seine Mutter Angelina Piazza, sein Stiefvater Bernardo Terranova und seine Halbbrüder Ciro, Nicolo und Vincenzo mit ihrer Halbschwester Rosalia in New York ein. Die Morello-Terranova-Familie lebte eine Weile in New York, zog später nach Louisiana und danach nach Texas, ging jedoch 1896 wieder zurück nach New York City.

### 107th Street Mob
Zurück in New York, gründeten die Brüder die 107th Street Crew (auch als Morello Gang bekannt), die viele Jahre später als 116th Street Crew bekannt wurde, und dominierten East Harlem und Teile der Bronx. Peter Morellos stärkster Verbündeter war Ignazio Lupo, der Little Italy kontrollierte und Begründer der Black Hand Gang war. Am 23. Dezember 1903 heiratete Lupo Morellos Halbschwester Salvatrice Terranova. Die Morello-Lupo-Allianz baute einen großen Falschgeldring mit dem mächtigen sizilianischen Mafioso Vito Cascio Ferro auf und druckte in Sizilien 5-Dollar-Banknoten, die später in die Vereinigten Staaten geschmuggelt wurden.

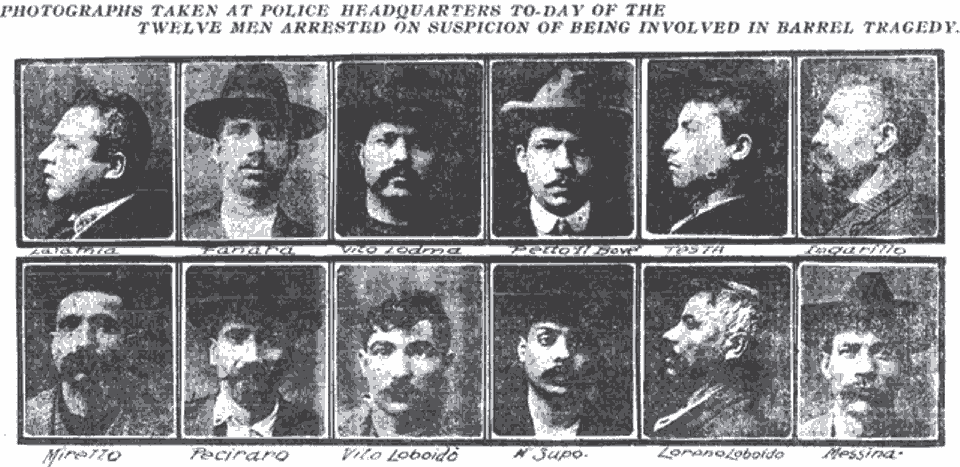
Tonnenmordverdächtige

Viele der später praktizierten Barrel-Morde wurden den Morellos zugeschrieben, insbesondere auch bei dem sizilianischen Geldfälscher und Mafioso Giuseppe „Joe“ Catania, Sr., dessen Körper im Juli 1902 gefunden wurde. Am 13. April 1903 wurde die Leiche von Benedetto Madonia, dem Schwager des Black-Hand-Gang-Mitgliedes Giuseppe De Primo, in einem Fass entdeckt. Benedetto wurde mit 18 Messerstichen getötet und sein Geschlechtsteil befand sich in seinem Mund. Die New Yorker Polizei verhaftete neun Verdächtige: Peter Morello, Ignazio Lupo, Giuseppe Fontano, Tony Genoa, Giuseppe Favarro, Giovanni Pecoraro, Vito Lo Baido, Vito Cascio Ferro und Tomasso Petto, konnte ihnen aber nichts nachweisen.
Am 15. November 1909 durchsuchte die Polizei ein Gebäude der Morellos in Highland (New York), das als Fassade für deren Falschgeld-Operationen diente. Fünfzehn Mitglieder der Morellos (darunter Peter Morello, Ignazio Lupo und Mitglied Pasquale Vassi) wurden festgenommen und angeklagt. Die Verhandlungen begannen am 26. Januar 1910 und endeten am 19. Februar mit der Verurteilung aller Beteiligter. Peter Morello wurde zu 30 und Ignazio Lupo zu 25 Jahren Gefängnis verurteilt. Beide wurden im Atlanta Federal Prison inhaftiert.

### Mafia-Camorra-Krieg
Nach der Inhaftierung von Peter und Ignazio übernahm Nicholas „Nick“ (Morello) Terranova mit Hilfe seiner älteren Brüder Vincenzo und Ciro die Kontrolle über die Familie. Unter seiner Führung entstand dann die als typisch geltende Struktur, wie sie noch heute für die US-amerikanische Cosa Nostra gilt. Im Wesentlichen war die Expansionspolitik der Morellos für den Beginn des Mafia-Camorra-Konflikts ausschlaggebend. Die Morellos wollten Teilhabe am Glücksspielgeschäft in Manhattan (New York) und ermordeten dafür einige Cammoristi wie Nicolo Del Gaudio, angeführt von Pellegrino Morano. Als Giosue Gallucci, der berüchtigte King of Little Italy, und sein Sohn am 17. Mai 1915 ermordet wurden, eskalierte der Konflikt zwischen den verschiedenen Gruppen endgültig. Nicholas Terranova vereinbarte für den 7. September 1916 ein Treffen im Vollero’s Café in der „Navy Street“, dem Hauptquartier von Camorrista und Anführer der Navy Street Gang, Alessandro Vollero. Neben der sizilianischen Morello-Familie war auch Morano und Angehörige seiner Coney Island Gang geladen. Vor dem eigentlichen Treffen nahmen Nicholas Morello und sein Leibwächter Charles Ubriaco mit dem Camorrista Ralph Danielo einige Drinks, um die Zeit bis zum Eintreffen von Camorrista Tom Pagano zu überbrücken, welcher die Männer zum Café führen sollte, wo die Camorristi Leopoldo Lauritano und Peter Morano angeblich warten sollten. Zu Fuß ging die Gruppe dann zusammen durch die Myrtle Avenue; an der Kreuzung der Johnson St. und Hudson Avenue wurden Morello und Ubriaco von fünf Männern angegriffen, darunter ihr Begleiter Tom Pagano, der Nicholas Morello erschoss. Ubriaco wurde von Thomas Carillo und Lefty Esposito ermordet.
Nach dreijährigen wechselseitigen Morden mit ständig wechselnden Koalitionen verlor die Camorra schließlich aufgrund von Strafprozessen den Krieg.
Die wichtigsten Anführer wie z. B. Morano wurden verurteilt und ausgewiesen, bzw. wie Antonio „Tony“ Paretti später hingerichtet, da man sie für den Mord an Morello-Oberhaupt Nicholas (Morello) Terranova verantwortlich machte. Auch Vollero wurde verurteilt und nach Italien ausgewiesen. Die sizilianisch-stämmige Mafia übernahm die Kontrolle und die „Neapolitaner“ ordneten sich den neuen Bossen unter, bzw. kamen die übrigen Cammoristi schließlich unter die Führung des Sizilianers Salvatore D’Aquila. Diese Gruppierung gilt heute als Vorläufer des später als „Gambino-Familie“ klassifizierten Clans.

### Morello-Krieg
Der Mafia-Camorra-Krieg endete 1917, und Vincent Terranova war ab 1916 der neue Boss und behielt mit seinem Bruder und Unterboss Ciro die Kontrolle der Familie. Während sein Bruder Ciro sich das Monopol für Artischocken verschaffte, wurde Vincent in den 1920er Jahren dank der Prohibition durch Alkoholschmuggel recht wohlhabend. Viele ehemalige Camorra-Mitglieder aus Brooklyn (z. B. Umberto Valenti) schlossen sich der Morello-Familie an. Ein Großteil der Neapolitaner von Morrano wurde durch den Sizilianer Salvatore D’Aquila übernommen und später als Gambino-Familie klassifiziert. Ein Jahr zuvor kam der Morello-Schläger Joe Masseria aus dem Gefängnis, nachdem er drei Jahre wegen eines Einbruchs in einem Pfandhaus inhaftiert war, und wurde ein Top-Mitglied der Familie. Im Jahr 1920 wurde Peter Morello, der die Familie fortan wieder anführte, zusammen mit Ignazio Lupo wieder aus der Haft entlassen, während D’Aquila mittlerweile in Manhattan ein mächtiger Boss war. Er sah seine Position durch deren Rückkehr als gefährdet an und befahl ihren Tod. Auch Umberto Valenti musste um sein Leben fürchten, da er in Konflikt mit D’Aquila geriet. Um sich mit ihm gut zu stellen, versuchte Valenti, die Position des immer mächtiger werdenden Masseria zu schwächen. Erste Versuche scheiterten und ein Krieg begann. Am 29. Dezember 1921 ermordete Masseria Valentis verbündeten Salvatore Mauro, woraufhin Vincent Terranova am 8. Mai 1922 Opfer eines Drive-by shooting bei der 116th Street/2nd Avenue wurde, das von Umberto Valenti in Auftrag gegeben worden war. Giuseppe Masseria ordnete daraufhin die Ermordung von Valenti und dessen Leibwächter Silvio Tagliagamba an. Masserias Männer überraschten Valenti und Tagliagamba in der Grande Street/Mulberry Street und erschossen Tagliagamba. Valenti konnte entkommen, doch er wurde am 11. August 1922 von Masserias Killern (mutmaßlich mit Charles „Lucky“ Luciano) ermordet, wodurch der Konflikt endete. Giuseppe „Joe the Boss“ Masseria wurde neuer Boss der Morello-Familie und Giuseppe (Peter) Morello wurde dessen Unterboss.

### Krieg von Castellammare
Peter Morello wurde am 15. August 1930 zusammen mit seinem Geldeintreiber Giuseppe Periano in seinem Büro in East Harlem erschossen, ein Umstand, der heute als Beginn der blutigen Auseinandersetzung, die als Krieg von Castellammare bezeichnet wurde, gesehen wird. Nach der Ermordung von Peter Morello und später von Joe Masseria, der am 15. April 1931 in einem Restaurant erschossen wurde, galt Ciro Terranova, insbesondere unter seinem neuen Boss, als demotiviert und entnervt; ohnehin war sein eigenes Engagement in illegalen Betätigungen im Vergleich zu anderen Gangstern weniger ausgeprägt gewesen. Selbst die Polizei sortierte ihn diesbezüglich später aus den Akten. Auch Lupo spielte nach dem Krieg von Castellammare (1930–1931) und in der neuen Hierarchie der Familien keine Rolle mehr. Am 16. Juli 1935 wurde er wegen seines erpresserischen Vorgehens, alle italienischen Bäckereien unter seine Kontrolle zu bringen, verhaftet und ging am 15. Juli 1936 zurück hinter Gitter. Während seiner Haft erfuhr er 1938 vom Tod seines Schwagers Ciro Terranova und wurde kurze Zeit später wegen seines angeblich schlechten Gesundheitszustandes entlassen; in Freiheit verbrachte er dann aber noch neun weitere Jahre, bevor er eines natürlichen Todes starb.
Das neue Oberhaupt nach Masserias Tod wurde Lucky Luciano, der maßgeblichen Einfluss auf den Ausgang des Castellammare-Krieges genommen hatte. Zu seinen besten Leuten gehörten die späteren Bosse Frank Costello und Vito Genovese, nach dessen Nachnamen die Familie heute benannt ist.

## Historische Führung

### Oberhaupt der Familie
| Zeitraum    | Name                         | Spitzname         | Lebensdaten | Todesursache                  | Anmerkung                                                     |
| ----------- | ---------------------------- | ----------------- | ----------- | ----------------------------- | ------------------------------------------------------------- |
| 1890er–1909 | Giuseppe (Peter) Morello     | The Clutch Hand   | 1867–1930   |                               | 1909–1920 inhaftiert                                          |
| 1910–1916   | Nicholas (Morello) Terranova | Nick Morello      | 1890–1916   | am 7. September 1916 ermordet | Auftraggeber: Pellegrino Morano; Täter: Tom Pagano            |
| 1916–1920   | Vincenzo „Vincent“ Terranova | Vincent the Tiger | 1886–1922   | am 8. Mai 1922 ermordet       | 1920 zurückgetreten; wurde Unterboss                          |
| 1920–1922   | Giuseppe (Peter) Morello     | The Clutch Hand   | 1867–1930   | am 15. August 1930 ermordet   | 1922 zurückgetreten; wurde Unterboss                          |
| 1922–1931   | Giuseppe „Joe“ Masseria      | Joe the Boss      | 1886–1931   | am 15. April 1931 ermordet    | Auftraggeber: Salvatore Maranzano; Organisator: Lucky Luciano |

### Unterboss
| Zeitraum  | Name                         | Spitzname          | Lebensdaten | Todesursache                  | Anmerkung                         |
| --------- | ---------------------------- | ------------------ | ----------- | ----------------------------- | --------------------------------- |
| 1903–1909 | Ignazio Lupo                 | Lupo the Wolf      | 1877–1947   | natürlicher Tod               | 1910–1930 inhaftiert              |
| 1909–1916 | incenzo „Vincent“ Terranova  | Vincent the Tiger  | 1886–1922   | am 8. Mai 1922 ermordet       | wurde 1916 Boss                   |
| 1916–1920 | Ciro Terranova               | The Artichoke King | 1889–1938   | Schlaganfall                  | 1920 zurückgetreten; wurde Capo   |
| 1920–1922 | Vincenzo „Vincent“ Terranova | Vincent the Tiger  | 1886–1922   | am 8. Mai 1922 ermordet       |                                   |
| 1922–1930 | Giuseppe (Peter) Morello     | The Clutch Hand    | 1867–1930   | am 15. August 1930 ermordet   |                                   |
| 1931–1931 | Joseph Catania               | Joe the Baker      | 1901–1931   | am 3. Februar 1931 erschossen | Auftraggeber: Salvatore Maranzano |

## Filme und Dokumentationen
- 1991: Die wahren Bosse – Ein teuflisches Imperium; Joe Masseria wird gespielt von Anthony Quinn
- 1959: Die Unbestechlichen (Serie); Ciro Terranova wird durch Jack Weston verkörpert